# УХ-Радіо
«Ух-радіо» — тернопільська українська недержавна музично-інформаційна радіостанція. 
Головна відзнака «УХ! Радіо» серед усіх радіостанцій на теренах України - ні слова чужою мовою. З часу свого заснування в ефірі цієї тернопільської радіостанції не прозвучало жодної іноземної пісні. Це відбувалось в усі роки засилля російського медіа-продукту на топ-станціях країни. «УХ! Радіо» своїм існуванням в ці буремні роки стверджувало, що українська пісня - не «неформат», що на неї існує запит, що бути патріотом - гордо, весело, популярно. Не дивно, що українці гідно пошанували внесок «УХ! Радіо» у справу національного відродження і після «Файного міста», друге з чим асоціюється Тернопіль - саме ця легендарна радіостанція.

## Історія створення
Станція веде мовлення з 20 грудня 1998 року. З жовтня 1999 року станція перебуває в ефірі цілодобово, автоматизований ефір. У нинішньому форматі — з кінця липня 2004. Наприкінці 2008 року створено новий сайт, а вже у 2010 він з'являється оновлений. На початку 2009 року — відео та аудіо он-лайн.

## Музичний формат
Радіостанція веде мовлення українською мовою. Окрім музичних блоків в ефірі лунають місцеві новини, розважальні, пізнавальні програми та передаються привітання в ефірі.
Щоранку — прямі трансляції з Катедрального собору Непорочного зачаття Пресвятої Богородиці (будні о 7:00 та неділя о 8:00 за місцевим часом), які проводяться за допомогою новітніх технологій. Окрім того, кожного ранку на ефірі піднімається актуальна тема, де проходить її обговорення зі слухачами. На ранковому ефірі проводяться інтерв'ю із зірками місцевого та всеукраїнського значення.

## Технічні характеристики
Частота: 101,1 МГц
Потужність радіопередавача: 0,5 кВт.
Територія розповсюдження: м. Тернопіль та райони: Тернопільський, Збаразький, Зборівський, Козівський, Теребовлянський, Підволочиський.
Оператор: Приватне підприємство телерадіоорганізація «Українська хвиля» вул. 15 Квітня, буд. 6, м. Тернопіль.
Ліцензія: НР № 01314-м з 06.05.2018 по 06.05.2025 (переоформлена та продовжена НР № 0201-м від 06.05.2004).
Формат:	розважально-просвітницький.
Програмна концепція:
Загальний обсяг мовлення: 12 години на добу, як ПП ТРО «Ух-радіо» та 12 годин на добу у відрізках часу мовлення 00:00 – 08:00, 20:00 – 24:00, як ПП ТРО «Українська хвиля» (дія ліцензії до 19.12.2024).
Частка програм власного виробництва: 100%.
Мінімальна частка національного продукту: 100%.
Максимальна частка іноземного продукту	0,00%.
Максимальний обсяг ретрансляції	0,00%.

## Нагороди радіостанції
За підсумками III щорічного Тернопільського обласного рейтингу підприємницьких ініціатив «Молодь обирає найкраще», молоді люди в 2004 році найкращою серед місцевих радіостанцій визнали саме «УХ Радіо», колектив було оголошено переможцем в номінації «Слухай своє» та тернопільською міською радою нагороджено за сумлінну працю та високий професіоналізм у роботі. За результатами моніторингу виходу україномовного продукту в ефірі найкращою визнано роботу дирекції «УХ Радіо».

## Творчий колектив
Директор —Тетяна Фартушняк
Програмний та ефірний редактор, музичний редактор — Світлана Філіппова.

## Нагороди
- відзнака Тернопільської міської ради (2013).